# Sophie Amiach
Sophie Amiach (* 10. November 1963 in Paris) ist eine ehemalige französische Tennisspielerin.

## Karriere
Amiach begann mit vier Jahren das Tennisspielen und wurde eine der besten französischen Juniorinnen. Sie nahm als Juniorin 1979 bis 1980 an den Juniorinnen-Wettbewerben der Grand-Slam-Turniere teil. Dabei schied sie bei den French Open 1979 und 1980 jeweils in der ersten Runde aus. Bei den French Open 1981 erreichte sie das Viertelfinale und in Wimbledon das Achtelfinale. Nachdem sie im Doppel bei den Australian Open 1981 das Viertelfinale erreicht hatte, konnte sie 1981 den Titel im Juniorinnendoppel bei den French Open gewinnen.
Ihr bestens Ergebnis erreichte Amiach mit dem Viertelfinale bei den Australian Open 1984.
Nach einer Verletzung im Jahr 1987 wurde sie von Billie Jean King trainiert, um wieder auf die Profitour zurückzukehren, auf der sie dann bis 1995 spielte.
Ihre beste Weltranglistenposition erreichte Amiach im Einzel im April 1984 mit Position 57 und im Doppel mit Platz 62 im August 1989.
Amiach bestritt 1981 zwei Doppel für die französische Fed-Cup-Mannschaft, von denen sie eines gewinnen konnte.

## Abschneiden bei Grand-Slam-Turnieren

### Einzel
| Turnier         | 1981 | 1982 | 1983 | 1984 | 1985 | 1986  | 1987 | 1988 | 1989 | 1990 | 1991 | 1992 | 1993 | Karriere |
| --------------- | ---- | ---- | ---- | ---- | ---- | ----- | ---- | ---- | ---- | ---- | ---- | ---- | ---- | -------- |
| Australian Open | —    | —    | 1    | VF   | 1    | n. a. | —    | —    | —    | —    | —    | —    | —    | VF       |
| French Open     | 1    | 1    | 1    | 2    | 1    | 1     | —    | —    | 3    | 2    | —    | 1    | 1    | 3        |
| Wimbledon       | —    | —    | —    | 2    | 1    | —     | —    | —    | 2    | 1    | —    | —    | —    | 2        |
| US Open         | —    | 1    | —    | 1    | 1    | —     | —    | —    | 2    | —    | —    | —    | —    | 2        |

Zeichenerklärung: S = Turniersieg; F, HF, VF, AF = Einzug ins Finale / Halbfinale / Viertelfinale / Achtelfinale; 1, 2, 3 = Ausscheiden in der 1. / 2. / 3. Hauptrunde; Q1, Q2, Q3 = Ausscheiden in der 1. / 2. / 3. Runde der Qualifikation; n. a. = nicht ausgetragen

### Doppel
| Turnier         | 1980 | 1981 | 1982 | 1983 | 1984 | 1985 | 1986  | 1987 | 1988 | 1989 | 1990 | 1991 | 1992 | 1993 | 1994 | 1995 | Karriere |
| --------------- | ---- | ---- | ---- | ---- | ---- | ---- | ----- | ---- | ---- | ---- | ---- | ---- | ---- | ---- | ---- | ---- | -------- |
| Australian Open | VF   | 1    | —    | —    | 1    | 1    | n. a. | —    | —    | —    | —    | 1    | —    | —    | —    | —    | VF       |
| French Open     | —    | —    | 2    | 1    | 1    | 1    | 1     | AF   | 1    | 2    | 1    | 1    | 1    | 1    | 1    | 1    | AF       |
| Wimbledon       | —    | —    | —    | —    | —    | 2    | 2     | —    | —    | 1    | 1    | —    | —    | —    | —    | 2    | 2        |
| US Open         | —    | —    | 2    | —    | —    | 1    | 2     | 1    | —    | 1    | 1    | —    | —    | —    | —    | 1    | 2        |

### Mixed
| Turnier         | 1982              | 1983              | 1984              | 1985              | 1986              | 1987 | 1988 | 1989 | 1990 | 1991 | 1992 | 1993 | 1994 | 1995 | Karriere |
| --------------- | ----------------- | ----------------- | ----------------- | ----------------- | ----------------- | ---- | ---- | ---- | ---- | ---- | ---- | ---- | ---- | ---- | -------- |
| Australian Open | nicht ausgetragen | nicht ausgetragen | nicht ausgetragen | nicht ausgetragen | nicht ausgetragen | —    | —    | —    | —    | —    | —    | —    | —    | —    | —        |
| French Open     | 1                 | 1                 | —                 | —                 | —                 | 1    | —    | 2    | —    | —    | —    | —    | —    | —    | 2        |
| Wimbledon       | —                 | —                 | —                 | —                 | —                 | —    | —    | —    | —    | —    | —    | —    | —    | 1    | 1        |
| US Open         | —                 | —                 | —                 | —                 | —                 | —    | —    | 1    | —    | —    | —    | —    | —    | —    | 1        |